# لورن ساوترن
لورن ساوترن (انگلیسی: Lauren Southern؛ زادهٔ ۱۶ ژوئن ۱۹۹۵) یک سیاست‌مدار راست‌گرا، کنشگر سیاست‌های راست تندرو، روزنامه‌نگار، طرفدار ملی‌گرایی سفیدپوستی و یوتیوبر اهل کانادا است. وی بین سال‌های ۲۰۱۵ تا ۲۰۱۹ میلادی فعالیت می‌کرد.
لورن به‌عنوان نمایندهٔ حزب اختیارگراهای کانادا در انتخابات فدرال ۲۰۱۵ آن کشور شرکت کرد که البته در آن، رقیبی از حزب محافظه‌کار کانادا برنده شد و لورن در آن انتخابات با تنها ۵۳۵ رأی (۰٫۹٪ آرا) آخر شد. گفته می‌شود که لورن در ویدئوهای یوتیوب خود مشغول ترویج تئوری توطئه است. لورن در ژانویهٔ ۲۰۱۷ خبر نادرستی از وبسایت فورچن (۴چن) توییت کرد که تیراندازی در مسجد در کبک، کارِ پناهجویان سوری بوده‌است و البته بعداً آن توییت‌ها را پاک کرد. وی از حامیان یک گروهِ هویت‌گرا است که «از اروپا محافظت کنید» نام دارد و کارش مقابله با سازمان‌های غیردولتی درگیر در عملیات امداد و نجات در دریای مدیترانه است. وی یک مرتبه به‌دلیل جلوگیری از حرکت یک قایق امداد و نجات در حین مأموریت، توسط «گارد ساحلی ایتالیا» بازداشت موقت شد. در مارس ۲۰۱۸ مطابق «قانون تروریسم» در بریتانیا او را استنطاق نموده و به سبب نیتی که جهت سفرش در ماه مارس داشت، ورودش به انگلستان را ممنوع کردند. در نیوزیلند نیز در اوت ۲۰۱۸ از سخنرانی او جلوگیری کردند چرا که با سخنانش قصد داشت «تنش‌های مذهبی و قومی» ایجاد کند.
مرکز حقوقی فقر جنوبی عقاید او را ضد فمینیسم، بیگانه‌هراسانه، اسلام‌هراسانه و ملی‌گرایانهٔ سفیدپوستی توصیف کرده‌است. وی از مخالفان جامعهٔ مختلط و چند فرهنگی است و جنبش «جان سیاه‌پوستان مهم است» را یک سازمان تروریستی می‌داند.
در ۲ ژوئن ۲۰۱۹ وی اعلام داشت که مدتی از فعالیت‌های اجتماعی‌اش دست خواهد کشید تا به تحصیلات خود بپردازد.